# Marcus Bingham
Marcus Jerome Bingham Jr. (Grand Rapids, 14 luglio 2000) è un cestista statunitense.

## Palmarès
- Eurocup: 1

Hapoel Tel Aviv: 2024-2025